# Porricondyla abbreviata
Porricondyla abbreviata är en tvåvingeart som först beskrevs av Jean-Jacques Kieffer 1913.  Porricondyla abbreviata ingår i släktet Porricondyla och familjen gallmyggor.
Artens utbredningsområde är Kenya. Inga underarter finns listade i Catalogue of Life.